# Uovo reale danese
L'Uovo reale danese (o Uovo del giubileo danese) è un uovo imperiale Fabergé, una delle uova di Pasqua gioiello che l'ultimo Zar di Russia, Nicola II donò a sua madre, l'imperatrice vedova Marija Fëdorovna.
Fu fabbricato nel 1903 a San Pietroburgo sotto la supervisione del gioielliere russo Peter Carl Fabergé della Fabergè.
L'Uovo del giubileo danese è una delle otto Uova imperiali Fabergé andate perdute e tra queste è l'unico, oltre all'Uovo in memoria di Alessandro III del 1909, del quale esiste una fotografia.

## Descrizione
Con i suoi 27,5 cm circa di altezza è una delle più grandi Uova Fabergé, è fatto d'oro, smalto bianco opalescente ed azzurro e probabilmente acquerello su avorio; è sormontato dal simbolo dell'antico Ordine dell'Elefante della Danimarca ed è sostenuto da tre leoni araldici danesi.
(H. C. Bainbridge, The Connoisseur Magazine, giugno 1934)

### Sorpresa
L'uovo contiene un portaritratti con supporto che mostra i ritratti in miniatura dei genitori dell'Imperatrice vedova Marija Fëdorovna: su un lato il re Cristiano IX e sua moglie la regina Luisa sull'altro, sormontati da una corona di diamanti e dalle iniziali.

## Contesto storico
Nel 1903 l'imperatrice vedova Maria Feodorovna tornò in Danimarca, dove era nata come principessa Dagmar, per il quarantesimo anniversario dell'accessione al trono di suo padre; l'uovo Reale Danese, quindi, commemora questo evento e allo stesso tempo la morte della regina Regina Luisa.
Nicola II scrisse a sua madre a Copenaghen: "Ti sto mandando un regalo di Pasqua Fabergé. Spero che arrivi sano e salvo; si apre semplicemente dall'alto".